# Гани Абдуло
Гани Абдуло (11 март 1912– 1984) е таджикски, съветски драматург и поет. Почетен артист на Таджикската ССР (1965 г.). Лауреат на Държавната награда на Таджикската ССР.

## Биографията
Роден в Самарканд в семейството на търговеца Абдулжон Абдулхолик - ценител на таджикската класическа литература. Като дете Гани пише пиеси за домашното кино и ги поставя сам. През 1932 г. завършва литературен факултет на Самаркандския държавен университет. След това се премества в Душанбе, където работи в Народния комисариат по образованието на таджикската ССР. През 1934 г. се присъединява към Съюза на писателите на Таджикистан, по-късно става негов отговорен секретар. Работи като ръководител на литературната част на Таджикския театър. 
През 1937 г. е арестуван.  Осъден на 10 години в лагер. Освободен е през 1947 г., но в Душанбе успява да се върне едва през 1955 г., след рехабилитация. Присъединява се към КПСС през 1963 г. През 1965 г. е удостоен със званието почетен артист на таджикската ССР. Умира през 1984 г. в Душанбе.

## Творчество
Литературната му кариера като поет започва в началото на 30-те години. Първите му сборници със стихотворения са написани на узбекски език и са публикувани в Ташкент. Първите произведения на таджикския език излизат през 1935 г.
От средата на 30-те години започва да работи основно в областта на драмата. За драмите „Свобода“ (1964) и „Войниците на революцията“ (1970 г.) му е присъдена през 1972 г. на Държавната награда на Таджикската ССР „Рудаки“.
- „Тя е“, (1936 г.)
- „Теглото на мъжа“ (1956 г.)
- „Ураганът“ (1957)
- „Пламъкът на свободата“ (1964)
- Ние сме от покрива на света (1965)
- „Любовта“ (1975)
- „Рустам и Сухроб“
- „Песен за горите“

## Семейството
- Баща му Абдулжон Абдулхолик е работил като ръководител на отдела за източни ръкописи на държавната библиотека. През 1937 г. е арестуван и осъден. Умира в лагера Сирдарки през 1940 г.[4]
- Брат му Рашид Абдулло (1910-1937) е лиричен поет и драматург и умира в затворническа болница на 10 май 1937 г.[4]
- Сестра - Музафар Кассимов.
- Син - Рашид Гани Абдуло (р. 1949 г.) е таджикски политолог.

## Памет
- В чест на Гани Абдуло кръщават улица на негово име в Душанбе (бившата „Пионерска“)[5] и в Самарканд (бившата „Лвов“).[6]
- На 8 май 2012 г. в Държавен академичен драматичен театър „Абулкасима Лахути“ бе домакин на творческа вечер, посветена на 100-годишнината от рождението на Гани Абдуло.[7][8]